# Pfarrkirche Straßwalchen

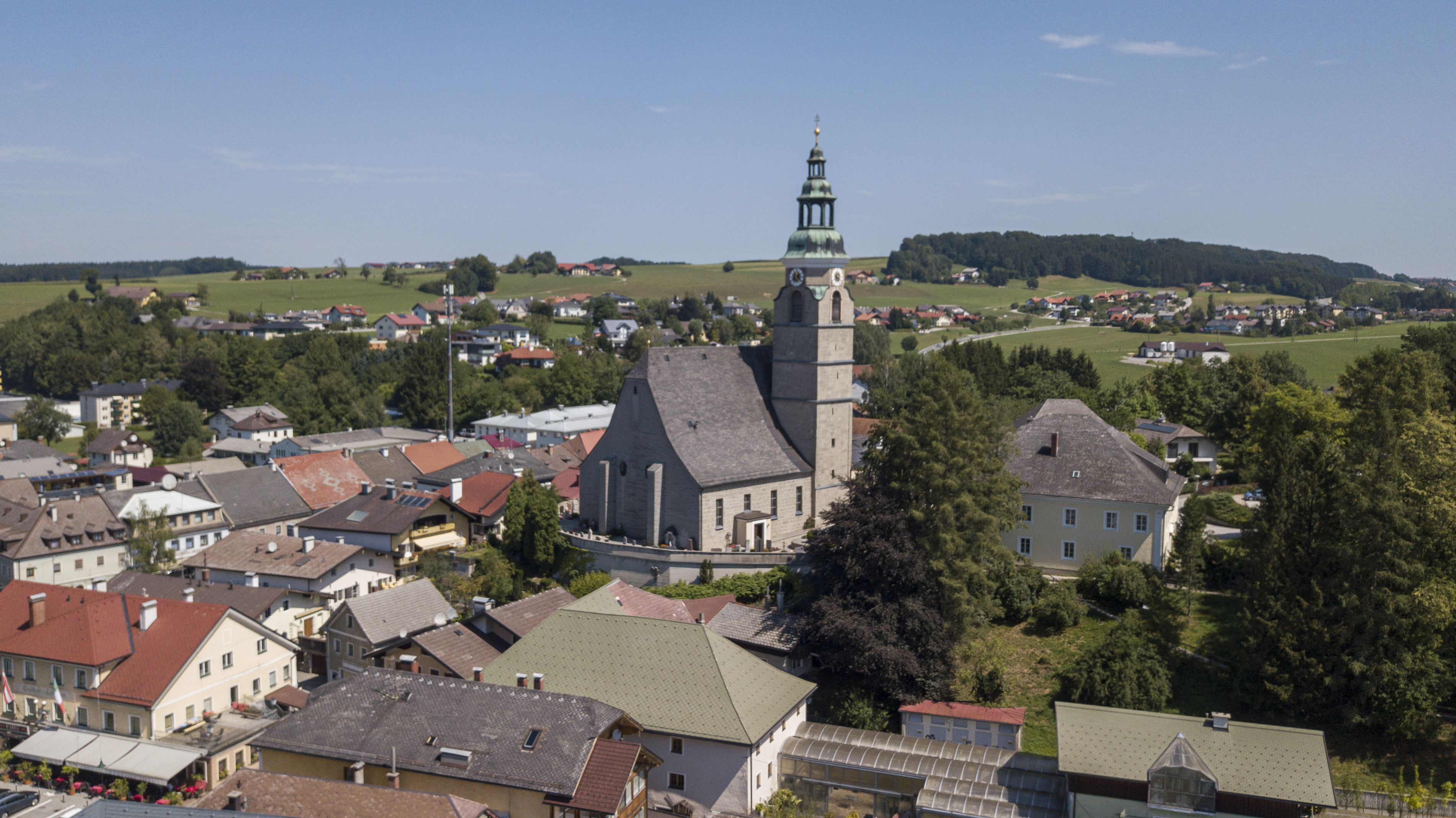
Katholische Pfarrkirche hl. Martin in Straßwalchen

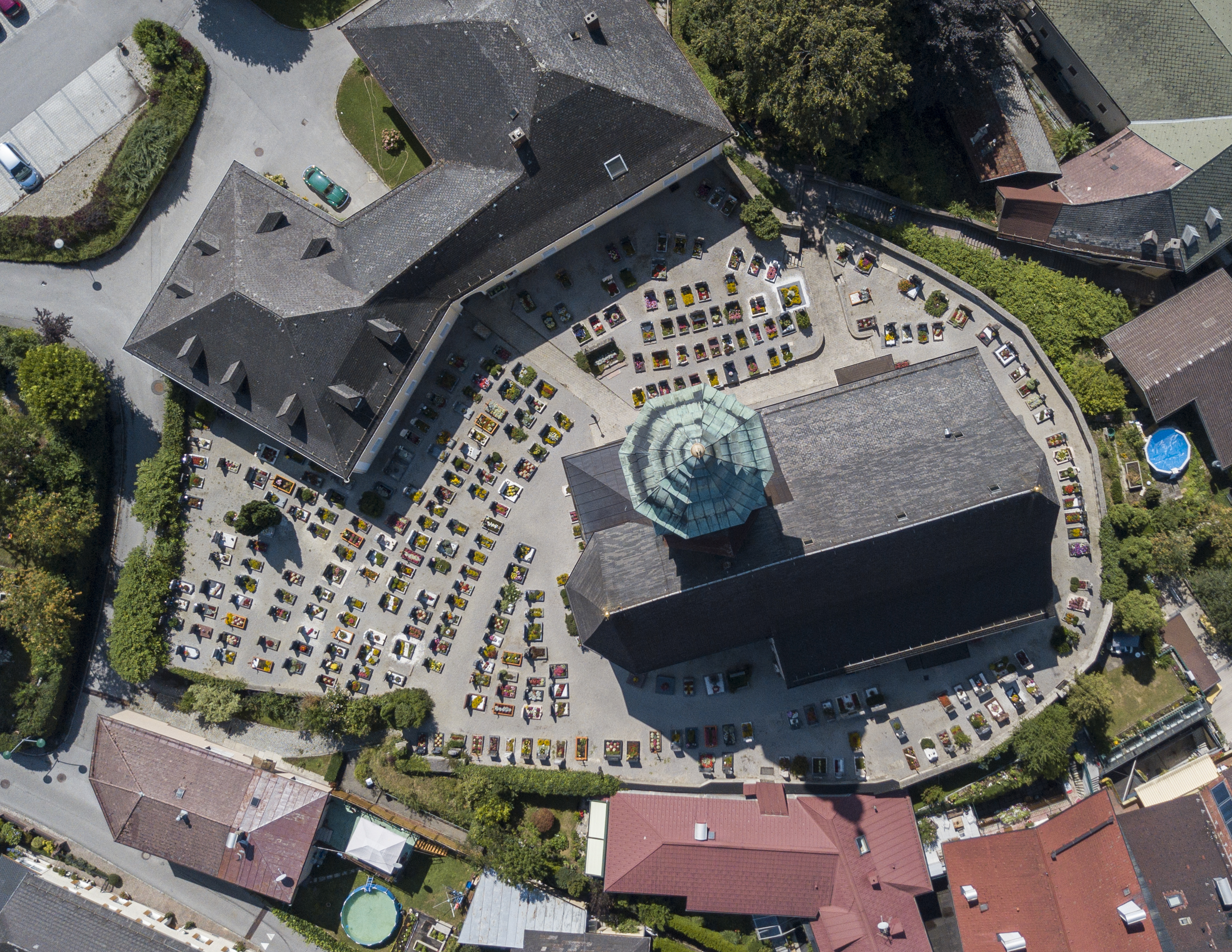
Kirche und Friedhof von oben

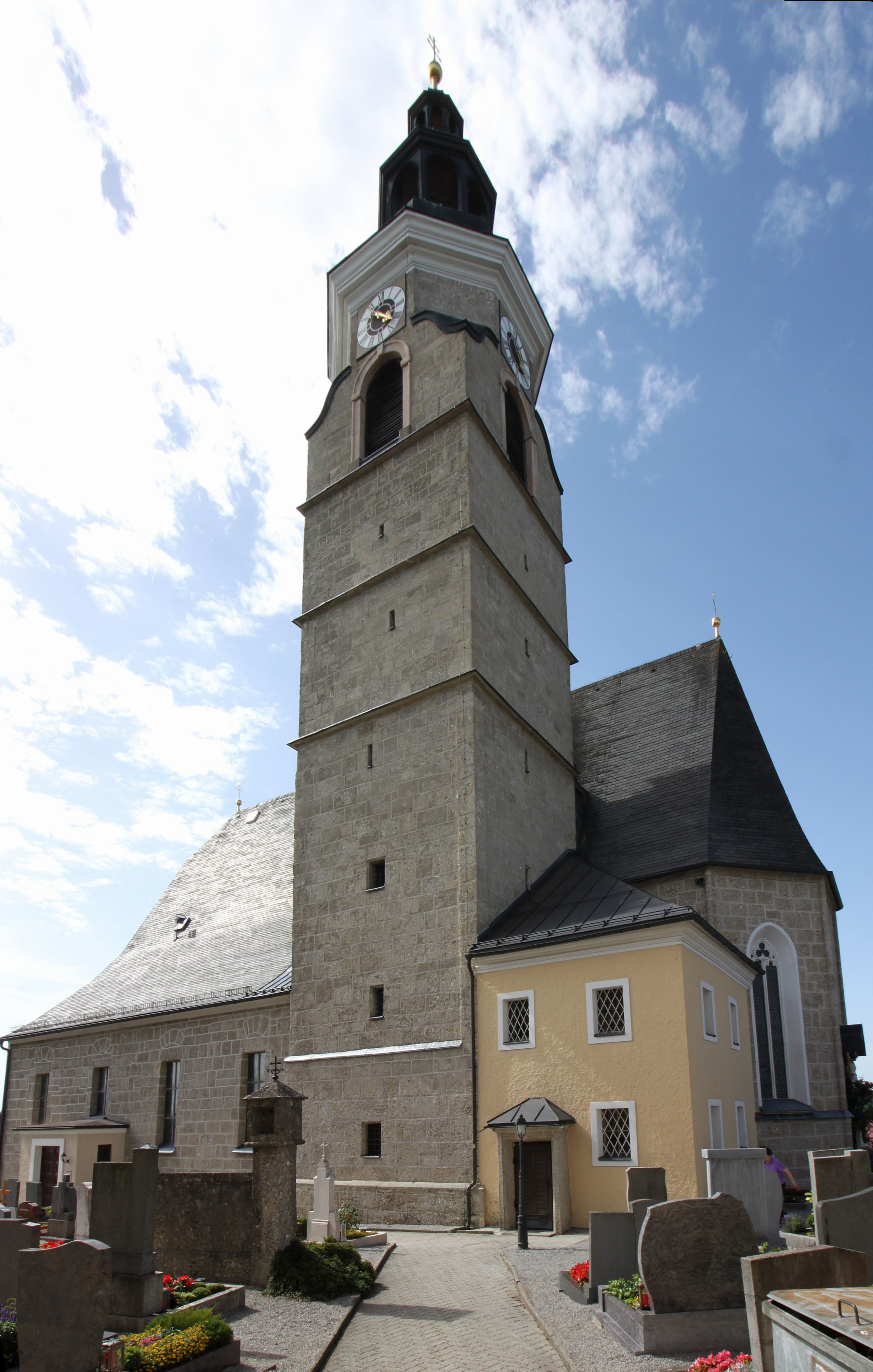
Die Pfarrkirche ist von einem Friedhof umgeben

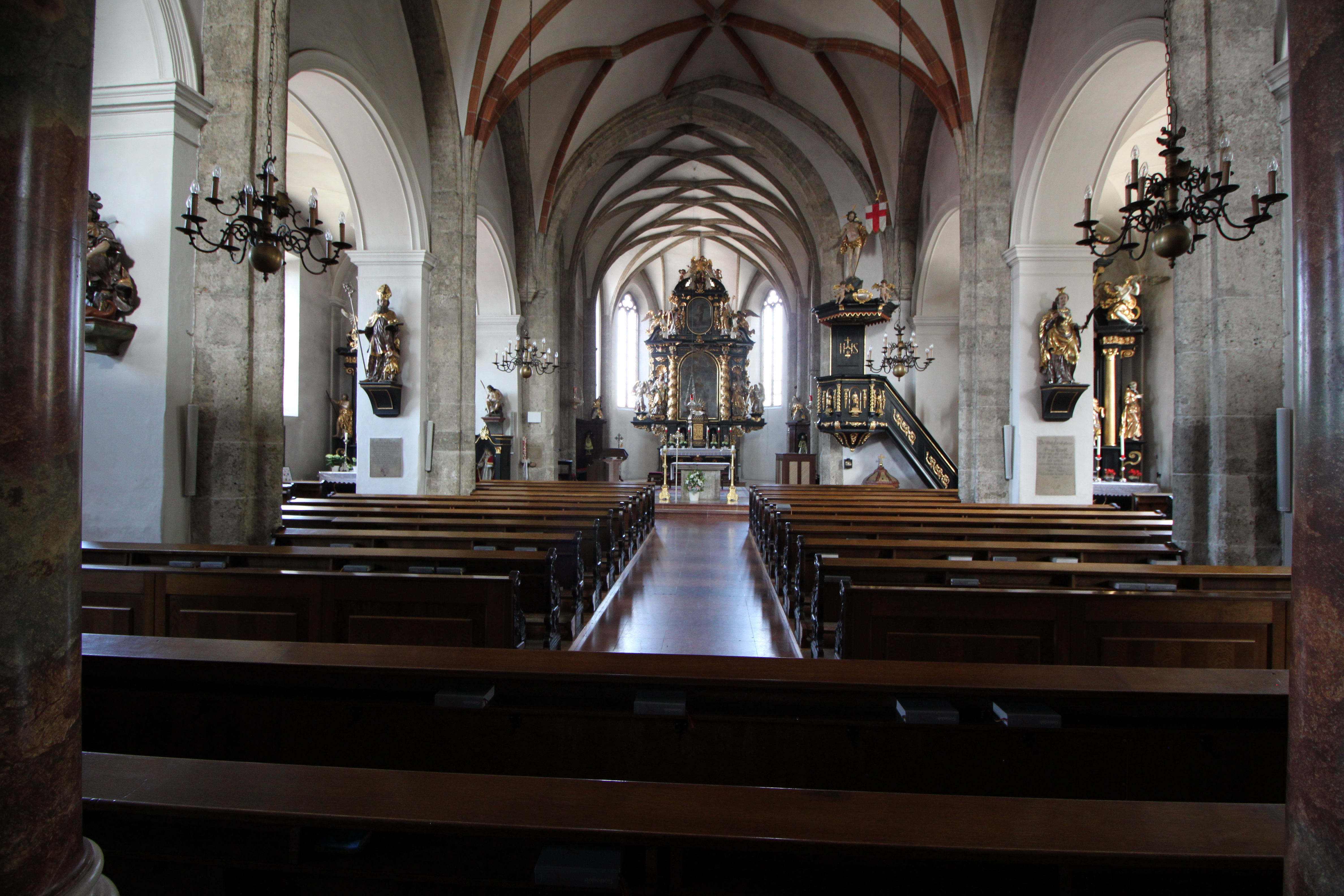
Im Mittelschiff zum Chor

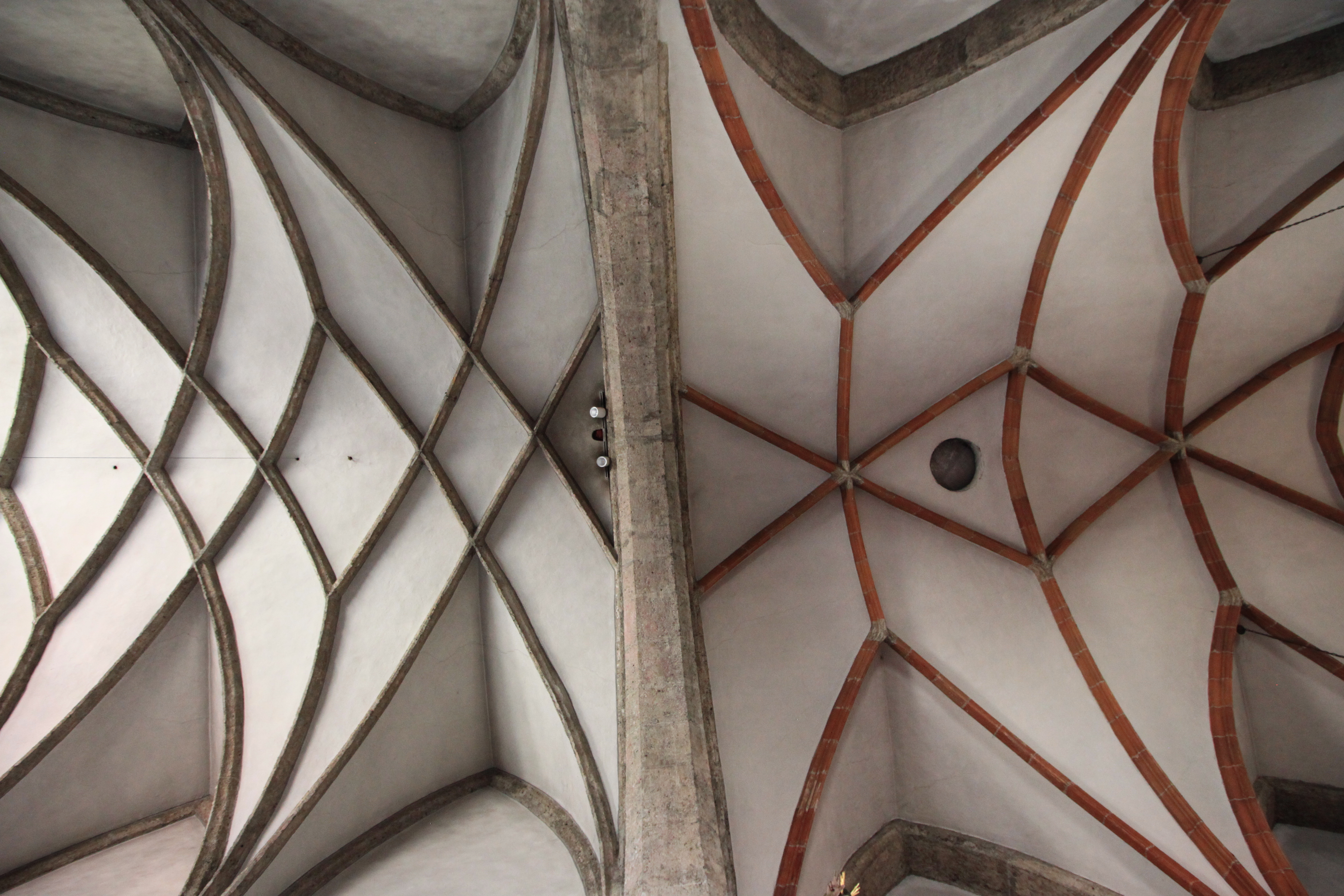
Die Gewölbe überkopf beim Chorbogen

Die römisch-katholische Pfarrkirche Straßwalchen steht dominierend auf einer steilen Anhöhe in der Marktgemeinde Straßwalchen im Bezirk Salzburg-Umgebung im Land Salzburg. Die dem heiligen Martin von Tours geweihte Pfarrkirche gehört zum Dekanat Köstendorf in der Erzdiözese Salzburg. Die Kirche steht unter Denkmalschutz.

## Geschichte
799 wurde urkundlich eine Kirche genannt. 1101 wurde urkundlich eine Pfarre genannt. Urkundlich wurde 1408 eine Weihe, 1429 die Chorweihe, 1444 eine Kirchweihe genannt. Von 1731 bis 1733 wurden die Seitenschiffe angebaut. Die Kirche war bis 1784 dem Kloster Mondsee inkorporiert. 1939/1940 war eine Restaurierung. 1967 bis 1970 wurde die Kirche außen und 1979 innen restauriert.

## Architektur
Die spätgotische Saalkirche mit einem Südturm wurde durch barocke Seitenschiffbauten zur Staffelkirche erweitert. Die Kirche ist von einem ummauerten Friedhof mit Pfarrhoftrakten umgeben.
Die Kirche zeigt sich als steinsichtiger Konglomeratquaderbau. Langhaus und Chor unter einem Schopfwalmdach. Die Westfront hat zwei Strebepfeiler. Die Langseiten haben Rechteckfenster. Über den Seitenschiffgewölben ist die gotische Außengliederung und die gotischen Fenster erhalten. Die Seitenportale erhielten moderne Vorbauten. Der Chor ist mit einem Kaffgesims, Rundstäbe und Traufkehle rasterförmig gegliedert. Im Chorschluss ist ein spitzbogiges erneuertes zweibahniges Maßwerkfenster. In der südlichen Chorecke steht der 48 Meter hohe, massive gotische Turm, mit Kaffgesimsen in vier Geschoße gegliedert, das oberste Geschoß mit barocken Schallfenstern wurde urkundlich 1709 aufgesetzt und leitet in einen Achteckaufsatz über und trägt einen Zwiebelhelm. Südlich am Chor anschließend an den Turm ist der zweigeschoßige Sakristei- und Oratoriumsanbau aus 1692. Am Chorscheitel ist ein Kruzifix aus dem 19. Jahrhundert.
Das spätgotische Mittelschiff um 1444 geht in den gleich breiten und hohen und geringfügig nach Norden verschobenen Chor um 1429 über. Das Mittelschiff hat ein Netzrippengewölbe über einer jochbildenden Wandpfeilergliederung mit Rundstabvorlagen. Das vierjochige Langhaus hat niedrige Rundbogenarkaden zu den 1731/1733 angebauten Seitenschiffen. Die Seitenschiffe haben Kreuzgratgewölbe auf Gurten und Pilastern. Die Westempore entstand 1974. Der zweijochige Chor hat eine Fünfachtelschluss, ein profiliertes Schulterbogenportal mit einer Barocktüre mit gotischen Beschlagen führt in die sterngewölbte Turmhalle. Über dem Sakristeiportal ist ein Oratoriumsgitter. Die Sakristei und das Oratorium sind kreuzgratgewölbt.
Die Chornordwand zeigt eine spätgotische Wandmalerei mit 1479 und zeigt eine Strahlenkranzmadonna und zwei weibliche in einem Gehäuse mit Maßwerkarkatur und eine halbfigurliche Darstellung der Dreifaltigkeit in drei Personen. Die Rankenmalerei in der Chorwölbung nennt 1522.

## Ausstattung
Der Hochaltar ist ein Frühwerk von Meinrad Guggenbichler urkundlich 1675 mit dem Tischler Matthias Steinle. Der Altar war mit dem Ende des 19. Jahrhunderts bis 1918 deponiert und wurde 1939 restauriert. Der Hochaltar hat eine Schwarz-Gold-Fassung. Das Hauptgeschoß hat Spiralsäulenflanken, Flügelansätze und einen Gebälkabschluss. Der Adikulaauszug zeigt das barockisierende Altarblatt Mantelteilung des hl. Martin von Louis Hofbauer (1919). Der Hochaltar trägt die Seitenfiguren Margarethe und Barbara und im Aufsatz die nicht dazugehörende Statue Leonhard und seitlich Rupert und Virgil und oben Michael. Der Hochaltar hat eine freistehende Mensa mit einem gotischen Kern und hat einen Tabernakelaufbau mit Stil des Rokoko.
Die Seitenaltäre um 1732 baute wohl Paul Mödlhamer in Schwarz-Gold-Fassungen als Säulenportaltypus mit Volutenauszügen. Der linke Seitenaltar zeigt das Altarblatt Gnadenbild Maria Dorfen aus der Filialkirche Irrsdorf und das Auszugsbild Heilige Familie und trägt die Seitenfiguren Johannes der Täufer und Antonius von Padua. Der rechte Seitenaltar trägt eine Kreuzigungsgruppe mit Kruzifix, Maria, Johannes Evangelist und Maria Magdalena und auf einem durch einen Tabernakel erweiterten Podest die Seitenfiguren Bernhard und Franz von Assisi und die Auszugsfigur Gottvater.
Die polygonale Kanzel aus 1680 schuf der Bildhauer Wolf Weißenkirchner mit Evangelistenstatuetten und einer Statue Salvator, die Kanzel wurde im 19. Jahrhundert mit Ergänzungen verändert. Es gibt spätbarocke Konsolfiguren Katharina und Nikolaus, urkundlich von Paul Mödlhammer (1742), weiters die Figuren Florian, Georg, Sebastian, wohl gleichzeitig geschaffen. In Verwahrung ist eine spätgotisch Pietà aus der zweiten Hälfte des 15. Jahrhunderts und ein Schmerzensmann aus dem 18. Jahrhundert.
Es gibt die Kopie eines Schnitzhochreliefs Beweinung Christi, das Original um 1520 aus dem Kreis des Meisters IP befindet sich im Dommuseum Salzburg. Der spätgotische polygonale Taufstein aus Rotmarmor trägt eine Barockhaube. Die volkstümlich barocken Kreuzwegbilder entstanden 1732. Die Wangen des Gestühls im Stil des Rokoko sind aus 1765.
Die Orgel aus 1992 wurde von Orgelbau Mathis mit 21 Registern gebaut.